# Perkins Eastman
Perkins Eastman er en amerikansk arkitektur-, design- og planlægningsvirksomhed med hovedkvarter i New York City. Den ledes af grundlæggerne Bradford Perkins og Mary-Jean Eastman. Der er ca. 1.000 ansatte.